# Pennahia
Pennahia es una especie de pez de la familia Sciaenidae en el orden de los Perciformes.

## Especies
- Pennahia argentata (Houttuyn, 1782)
- Pennahia anea (Bloch, 1793)
- Pennahia macrocephalus (Tang, 1937)
- Pennahia ovata Sasaki, 1996
- Pennahia pawak (Lin, 1940)